# Prieuré Notre-Dame-de-l'Aumône de Rumilly
Pour les articles homonymes, voir Prieuré Notre-Dame et Notre-Dame.
Le prieuré Notre-Dame de l'Aumône est un monastère augustinien daté en partie du XIIIe siècle situé à Rumilly. Il est principalement connu pour sa chapelle qui abritait une statue de la Vierge en bois aujourd'hui conservée au musée municipal de Rumilly. 

## Géographie
Le site du sanctuaire se trouve à Rumilly près d'un gué de la rivière du Chéran[réf. nécessaire]. 

## Histoire
Suivant la légende, un seigneur du voisinage, Aymon de Conzié, rentrant bredouille de la chasse décocha de rage une flèche à une statue de la Vierge, la flèche ricocha et le rendit aveugle. En expiation  il  fit édifier une chapelle vers 1240 et recouvra la vue. Elle constitue le chœur de l'ancien sanctuaire. 
L'abbé Besson, curé de Rumilly, fait construire un avant-chœur en 1818, transformé en 1823 par le curé Simond. 
Ce dernier fait construire en 1863 la chapelle neuve selon les plans de l'architecte Théodore Fivel.
Les fidèles du canton de Rumilly s'y réunissent chaque année, le premier dimanche du mois de mai.